# Бельский, Виталий Константинович
Виталий Константинович Бельский (род. 3 ноября 1943, Москва — 27 июля 2022, Москва) — российский учёный, кристаллохимик, лауреат Государственной премии СССР (1989 г), доктор наук (с 1991 г.), профессор (с 1991 г.), член Российской академии естественных наук (с 2010 г.), Начальник управления конкурсных проектов по химии и наукам о материалах Российского фонда фундаментальных исследований (РФФИ, 2001—2020), в 2020-22 годах — советник руководителя РФФИ.

## Биография
Виталий Константинович родился в Москве, в 1960 году поступил на дневное отделение Химического факультета Московского государственного университета. Специализировался по кафедре физической химии, в лаборатории кристаллохимии. Затем окончил аспирантуру химического факультета и в 1968 году защитил кандидатскую диссертацию.
С 1968 года занимался научной и административной работой в Научно-исследовательском физико-химическом институте имени Л. Я. Карпова, где проработал 50 лет, пройдя путь от младшего научного сотрудника до заведующего отделом. В 1974-75 гг. проходил научную стажировку в Пенсильванском университете (Филадельфия, США). С 1984 по 1990 гг. занимал должность заместителя директора института имени Л. Я. Карпова (директором НИФХИ в тот период был Яков Михайлович Колотыркин). В 1991 году защитил докторскую диссертацию по теме «Структурная химия элементоорганических соединений IV и V групп периодической системы». В том же году, В. К. Бельскому, много лет руководившему научно-исследовательской работой и подготовившему ряд аспирантов, было присвоено звание профессора.
В 2001 году возглавил управление конкурсных проектов по химии и наукам о материалах Российского фонда фундаментальных исследований.

## Научные исследования
Виталий Константинович Бельский много лет посвятил работе в области рентгеноструктурного анализа органических соединений, руководя научными подразделениями, специализировавшимися на дифракционных методах исследования. В. К. Бельский обладатель ряда авторских свидетельств, связанных с уникальными способами получения различных химических соединений. Многолетний докладчик и член оргкомитетов ряда химических научных конференций.
В 1989 году Бельский В. К. был удостоен Государственной премии СССР в составе группы учёных-химиков за создание и промышленную реализацию принципов управления электрофильными реакциями алкенов.
Согласно данным РИНЦ индекс Хирша Бельского В. К. равен 31, с более чем 6500 научными публикациями, цитирующими работы этого автора.

## Публикации
В различных научных журналах, советских, российских и мировых, опубликовано более 900 научных статей Виталия Константиновича, в том числе ряд совместных работ с Петром Марковичем Зорким и Борисом Михайловичем Булычевым. При непосредственном участии В. К. Бельского было написано несколько научных монографий. В 1980-82 гг. в издательстве «Наука» вышли два тома работ с данными структурных исследований — «Строение органического вещества», написанные В. К. Бельским в соавторстве с П. М. Зорким и А. И. Китайгородским. Виталий Константинович входил в состав редколлегии и авторского коллектива энциклопедии «Неорганическая химия» (под ред. академика И. П. Алимарина, «Советская энциклопедия», Москва, 1975). Также В. К. Бельский входил в состав авторского коллектива третьего издания «Большой советской энцклопедии».

## Награды, премии, звания
- Отличник химической промышленности СССР (1978 г.)
- Государственная премия СССР (1989 г.)
- Медаль «Ветеран труда» (2004 г.)

## Семья
- Жена — химик, кандидат химических наук, Бельская Наталия Петровна (род. 1944).

Дети:
- - Бельская Ирина Витальевна (род. 1966), выпускница Филологического факультета МГУ, преподаватель английского языка;
  - Бельский Константин Витальевич (род. 1977), выпускник Исторического факультета МГУ, редактор, медиаменеджер.

## Избранный список публикаций
- Строение органического вещества [Текст] : данные структурных исследований, 1929—1970 : [справочник] / А. И. Китайгородский, П. М. Зоркий, В. К. Бельский; АН СССР, Ин-т элементоорган. соединений. — Москва : Наука, 1980.
- Строение органического вещества: Данные структур. исслед., 1971—1973. [Справочник] / А. И. Китайгородский, П. М. Зоркий, В. К. Бельский. — М. : Наука, 1982.
- Строение органических и элементоорганических молекул: Библиогр. указ., 1929—1979 / А. И. Китайгородский, П. М. Зоркий, В. К. Бельский; Отв. ред. М. А. Порай-Кошиц. — М. : Наука, 1984.
- Зоркий П. М., Бельский В. К., Лазарева С. Г., Порай-Кошиц М. А. Структурные классы и подклассы молекулярных кристаллов. — Журн. структ. химии, 1967, т.8, № 2, с. 312—316.
- БСЭ. 3-е изд. Т. 01. А-Ангоб / Большая Советская Энциклопедия (в 30 томах). Статья «Аммиак».
- БСЭ. 3-е изд. Т. 18. Никко-Отолиты / Большая Советская Энциклопедия (в 30 томах). Статья «Окисление — Восстановление».
- V. K. Belsky and P. M. Zorkii. Distribution of organic homomolecular crystals by chiral types and structural classes. Acta Cryst. (1977). A33, 1004—1006
- Belsky V.K., Zorkaya O.N., Zorky P.M. Structural Classes and Space Groups of Organic Homomolecular Crystals: New Statistical Data. — Acta Cryst., 1995, A51, № 7, p. 471—481.
- В. К. Бельский, Б. М. Булычев, «Структурно-химические аспекты комплексообразования в системах галогенид металла-макроциклический полиэфир», Усп. хим., 68:2 (1999)
- A. N. Sobolev, V. K. Belsky, I. P. Romm, N. Yu. Chernikova and E. N. Guryanova. Structural investigation of the triaryl derivatives of the Group V elements. IX. Structure of triphenylamine, C18H15N. Acta Cryst. (1985). C41, 967—971
- Yan Z. Voloshin, Oleg A. Varzatskii, Tatyana E. Kron, Vitaly K. Belsky, Valery E. Zavodnik, Nataly G. Strizhakova, and Alexey V. Palchik. Triribbed-Functionalized Clathrochelate Iron(II) Dioximates as a New and Promising Tool To Obtain Polynucleating and Polynuclear Compounds with Improved Properties. Inorg. Chem. 2000, 39, 9, 1907—1918
- Химическая энциклопедия : в 5 т. / Гл. ред. И. Л. Кнунянц. — М. : Советская энциклопедия, 1988. — Т. 1 : Абл-Дар. — 623 с. — ББК 54(03).